# Kenia Gascón
Kenia Gascón  (Mexikóváros, Mexikó, 1965. március 10. –) mexikói színésznő.

## Élete és pályafutása
1965. március 10-én született Mexikóvárosban. Édesanyja Tara Parra szintén színésznő. Karrierjét 1984-ben kezdte. 1994-ben Antonieta szerepét játszotta a Marimarban. 2003-ban Marisát alakította A kertész lánya című sorozatban. 2013-ban megkapta Prudencia Montemar szerepét Az örökség című telenovellában.

## Filmográfia

### Telenovellák
- Soñar con una mujer (2018) - Enriqueta Iriarte
- Hombre tenías que ser (2013) - Diana Almada
- Az örökség (La Patrona) (2012-2013) - Prudencia Godínez de Montemar
- Quiéreme tonto (2010) - La Nena Escalante
- La niñera (2007) - Nena Palafox
- Machos (2005) - Sonia Trujillo
- A simple vista (2005) - Marisa
- A kertész lánya (La hija del jardinero) (2003) - Marisa Gómez Ruiz
- Estrellita (2000) - Nicole
- Catalina y Sebastián (1999) - Silvia
- Amada enemiga (1997) - Gilda Moreno
- La jaula de oro (1997) - Camelia
- Marimar (1994) - Antonieta Narvaéz de López
- Triángulo (1992) - Rosaura Granados Verti
- Muchachitas (1991) - Margarita Villaseñor
- Alcanzar una estrella (1990) - Deborah Lavalle / Guadalupe Quirino
- Carrusel (1989) - Clara de Villaseñor
- Los años felices (1984)